# Ascarina lucida
Ascarina lucida (Maori: hutu) is een plantensoort uit de familie Chloranthaceae. Het is een boom die een groeihoogte van 6 meter kan bereiken. De bladeren hebben een geelgroene kleur en getande randen. De uiteinden van de tanden zijn donkergekleurd.
De soort komt voor in Nieuw-Zeeland. De soort telt twee variëteiten. De variëteit Ascarina lucida var. lanceolata komt voor in vochtige bossen op Raoul Island van de Kermadeceilanden. De variëteit Ascarina lucida var. lucida komt zowel op het Noordereiland als het Zuidereiland voor. Op het Noordereiland komt deze variëteit voor van Kaitaia en meer zuidwaarts tot in Wellington. Op het Zuidereiland komt de variëteit voor in het noordwesten van de regio Nelson en in de regio Westland.

## Variëteiten
- Ascarina lucida var. lanceolata
- Ascarina lucida var. lucida